# Гирманка
Гирма́нка (укр. Гірма́нка) — село Черниговского района Черниговской области Украины. Население 117 человек.
Код КОАТУУ: 7425582502. Почтовый индекс: 15517. Телефонный код: +380 462.

## Власть
Орган местного самоуправления — Жукотковский сельский совет. Почтовый адрес: 15517, Черниговская обл., Черниговский р-н, с. Жукотки, ул. Независимости, 24